# Tateomys macrocercus
Tateomys macrocercus — один з пацюків (Rattini), ендемік Сулавесі (Індонезія).

## Середовище проживання
Цей маловідомий вид відомий з гори Нокілалакі в центральній частині Сулавесі (Індонезія), де він зустрічається на висоті від 1982 до 2287 м, з гори Гандангдевата в хребті Куорлес на північ від Мамаси, провінція Західний Сулавесі, де він був зафіксований на висотах 1600 і 2600 м над рівнем моря, а також за зразком з гори Рорекатімбо в Лоре Лінду. Можливо, він також присутній у сусідніх гірських регіонах, але для визначення цього необхідні польові дослідження. Досить масштабні дослідження на висоті 1700—2500 м над рівнем моря в хребті Латіджонг не змогли виявити вид. Він був зібраний у тропічних лісах високих гір. Невідомо, чи може вид зберігатися в змінених місцях існування. Пристосований для лазіння, нічний і червоїдний харчується дощовими хробаками.

## Загрози й охорона
Загрози для цього виду невідомі. Була втрата лісів навіть у національному парку Лоре Лінду, а втрата та деградація лісів у національних парках загалом по всій Індонезії. На Сулавесі спостерігається втрата лісу на всіх висотах. Вид був зафіксований у національному парку Лоре Лінду, невідомо, чи зустрічається цей вид на додаткових заповідних територіях.